# ارودان علیا
ارودان علیا، روستایی از توابع بخش مرکزی شهرستان مهر در استان فارس ایران است.

## جمعیت
این روستا در دهستان ارودان قرار دارد و براساس سرشماری مرکز آمار ایران در سال ۱۳۸۵، جمعیت آن ۱٬۷۵۵ نفر (۳۵۷خانوار) بوده‌است.
مرکز دهستان ارودان در ۵ کیلومتری شهرستان مهر از توابع استان فارس می‌باشد، این روستا با جمعیتی بالغ بر ۳ هزار نفر(۱۳۹۲) یکی از پرجمعیت‌ترین دهستان‌های اطراف می‌باشد، این روستا از شمال به علامرودشت، جنوب به. عسلویه و خلیج فارس، شرق شهرستان مهر و غرب بخش گله دار. حرم امام زاده شاه محمد واقع در این روستا همه روزه، به ویژه ایام نوروز پذیرایه جمع کثیر از مسافران می‌باشد, نخلستانهای انبوه و پر بار این روستا، رودخانهٔ فصلی معروف بهبیخ ,تالاب فصلی و نیمه دائمیه دوشطون و آبگیرهای قدیمی به خصوص آبگیر بزرگ این روستا, جلوهٔ زیبایی از این روستا را نمایان می‌سازد.
(این اطلاعات از طریق تحقیق میدانی به دست آمده، و ارزش بالایی دارد)